# Trispinaria maculata
Trispinaria maculata är en stekelart som beskrevs av Van Achterberg 1991. Trispinaria maculata ingår i släktet Trispinaria och familjen bracksteklar. Inga underarter finns listade i Catalogue of Life.